# Кућа „Моравка“ у Ражњу
Кућа „Моравка“ налази се на територији општине Ражањ, у улици Страхиње Симоновића бр. 4, у приватној својини. Саграђена је у првој половини 19. века као приземна грађевина, мањих димензија.
На основу одлуке Владе Републике Србије 2001. године додаје се на списак Завода за заштиту споменика културе у Нишу и заведена је као непокретно културно добро: споменик културе.

## Архитектура
Кућа се састоји од три просторије и трема коме особеност дају плитко профилисани дрвени стубови, са аркадним луковима. Основа је приближно квадратна и асиметрична са угаоним тремом. Изграђена је у бондручном систему, малтерисана блатним малтером и прекривена ћерамидом.
Као пример маловарошке архитектуре прве половине 19. века настале под непосредним утицајем народног градитељства, Моравка осликава урбану структуру и изглед српске вароши из времена њеног формирања након ослобођења од Турака.